# 赤竜

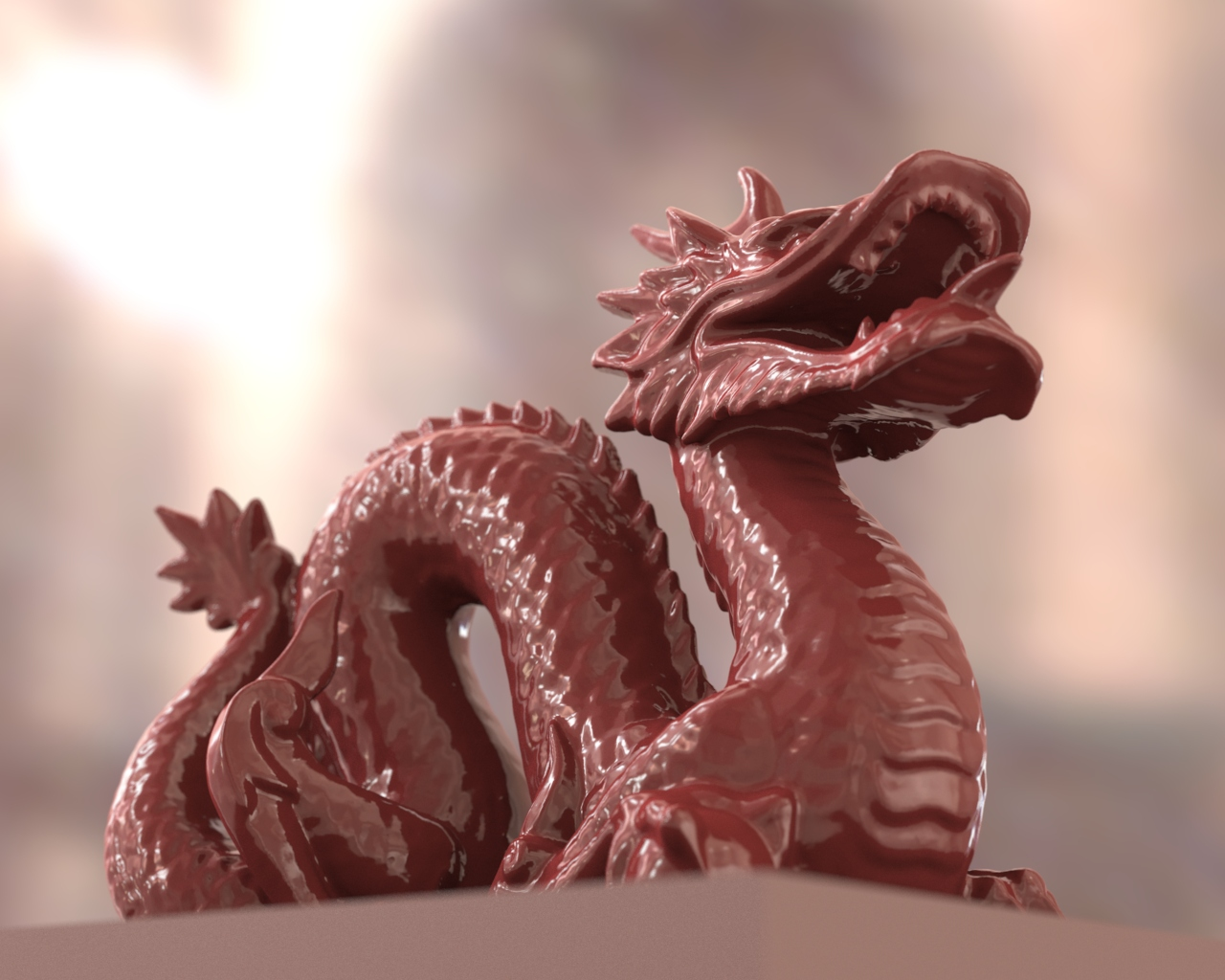
赤竜

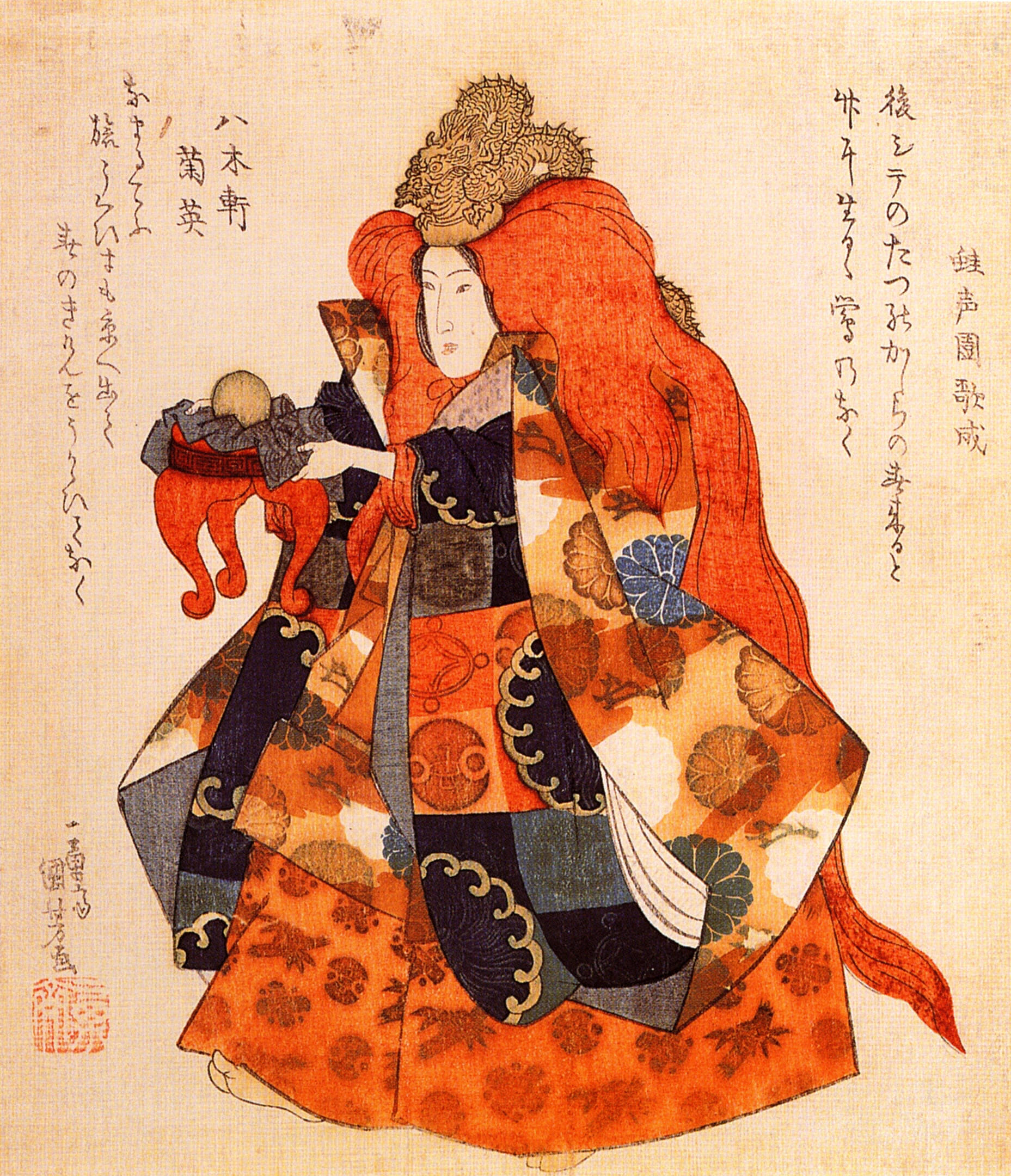
「竜宮に住む赤竜王の娘のひとり」歌川国芳

赤竜（旧字体：赤龍󠄂、せきりゅう、拼音: chìlóng チーロン）は、おもに中国や日本など、アジア方面の神話に登場する竜の名称のひとつである。南方赤竜。紅竜とも呼ばれる。名称通り、全身の鱗が真っ赤で、太陽や火山から生まれたと言われており、口からは炎を吐き出す。燭陰は赤竜の代表ともいえる。
五行思想においては、赤は南を位置するものであるため、赤竜を朱雀と同様、「南方を守護する神聖な竜」とする異説がある。
道教における人格神化した名前では、南海赤竜王敖欽と呼ばれる。
前漢を建国した劉邦には、眠っている母の体の上に赤竜が乗った後に彼が生まれた、つまり赤竜の子だという言い伝えがある。
山梨県身延山の奥の院、七面山の七面天女が紅竜の化身だという。奥の院には影嚮石（ようごうせき）という七面天女由来の磐座があり、その周りを回りながら願い事をするとよいという。